# 伴健岑
伴 健岑（とも の こわみね）は、平安時代初期の官人。右兵衛督・伴真臣の子。官職は春宮坊帯刀舎人。

## 経歴
仁明朝において、皇太子であった恒貞親王（淳和上皇の皇子）の春宮坊帯刀舎人を務める。
承和9年（842年）7月に天皇家の家父長的存在であった嵯峨上皇が危篤に陥ったことで、健岑は恒貞親王の立場に不安を持ち、7月10日に弾正尹・阿保親王に対して、嵯峨上皇の死期が近づいて国家の乱れが発生しようとしており、恒貞親王を奉じて東国へ向かってほしい旨を語る。しかし、阿保親王はこれに同調せずに、子細を記した封書を作成して密かに太皇太后・橘嘉智子に上呈、封書の内容は中納言・藤原良房を経由して仁明天皇に上奏されてしまう。7月15日に嵯峨上皇が崩御して16日に葬儀を終えると、17日には早くも謀反が露わにされて、健岑は但馬権守・橘逸勢と共に首謀者として捕らえられ、左衛門府に拘束される。健岑と逸勢は左大弁・正躬王と右大弁・和気真綱から笞杖で打たれる拷問を受けるが、両者共に罪を認めなかった。しかし、23日には仁明天皇より両者が謀反人であるとの詔勅が出され、恒貞親王は皇太子を廃された。健岑と逸勢は最も重い罰を受け、健岑は隠岐国へ、逸勢は橘朝臣姓を剥奪して非人姓に改めた上で伊豆国への流罪に処された（承和の変）。
貞観7年（865年）配流先の隠岐国司から、恩赦によって放免された健岑を平安京に戻す旨の報告が右京職になされるが、対処は誤りであったらしく、改めて勅により出雲国へ遷配されている。